# Jawahir Roble
Jawahir Roble (Somalia, 1995), también conocida como Jawahir Jewels o JJ, es una árbitra de fútbol británica nacida en Somalia, que se convirtió en la primera mujer árabe de Reino Unido en desempeñar este cargo. En 2019 fue incluida por la BBC en su lista de las 100 mujeres del año.

## Trayectoria
Jawahir Roble nació en Somalia en 1995. Cuando tenía 10 años, su familia tuvo que huir de la guerra en su país. Roble se instaló, junto a sus padres y ocho hermanos, como refugiada en Wembley, en el Reino Unido.
Roble comenzó a estudiar tecnología de la información, pero abandonó la universidad para comenzar a estudiar Football Coaching and Management.
Roble es musulmana y afrodescendiente, y además usa un hijab cuando trabaja como árbitro.
En 2014, a los 19 años, escribió sobre cómo se volvió más seria sobre cómo alentar a las niñas musulmanas a jugar al fútbol. En 2013, obtuvo una subvención de £300 y logró involucrar a Ciara Allan, su oficial de desarrollo de fútbol de mujeres y niñas del condado local (Middlesex) FA. En septiembre de 2013, Allen lanzó la Middlesex FA Women's League con una nueva división Desi para niñas. A cambio de arbitrar juegos cada semana, Middlesex FA financió la capacitación formal de árbitro de Roble. 

## Reconocimientos
En 2017, fue una de las once ganadoras de los premios Respect Awards y obtuvo el premio oficial del partido. El premio de Roble fue en reconocimiento a su trabajo voluntario para la organización benéfica educativa Football Beyond Borders (FFB) y con Middlesex FA, como entrenador del primer equipo femenino de FFB, así como por lograr una calificación de arbitraje de nivel seis. Ella es una líder juvenil de la FA.
En 2019, fue reconocida como una de las 100 mujeres más relevantes del año por la BBC. El periódico The Daily Telegraph la llegó a describir como "la árbitro más notable de Inglaterra".

## Visión
En 2014, Roble, entonces de 19 años, escribió: 
 Sueño con que algún día mis hermanas musulmanas felizmente practiquen deporte. Mi objetivo es involucrar a las jóvenes musulmanas en deportes desde las edades de 8 años hasta los 15. Mi objetivo general es promover el fútbol como una herramienta para involucrar a las jóvenes y luego organizar talleres que ayuden a desarrollar habilidades de trabajo en equipo, aumentar la confianza y también promover un estilo de vida saludable. 